# Romanzo criminale
Pour les articles homonymes, voir Romanzo criminale (homonymie).
Pour plus de détails, voir Fiche technique et Distribution.
Romanzo criminale est un film italien réalisé par Michele Placido, sorti en Italie le 30 septembre 2005 et dans les autres pays en 2006.
Le film est une adaptation cinématographique du roman homonyme de Giancarlo De Cataldo. Il relate l'histoire d'une bande de malfaiteurs bien réelle, que la presse italienne nommait la Bande de la Magliana, du nom d’un quartier de la grande banlieue de Rome, dont étaient originaires la plupart de ses membres. Cette bande, active à Rome entre 1977 et 1992, était la plus puissante organisation criminelle que la capitale italienne a connue.

## Synopsis
Dans une banlieue déshéritée de Rome, quatre jeunes voyous âgés de 12 à 13 ans, après une virée nocturne en voiture volée, se retrouvent dans leur repaire, une vieille caravane dans un terrain vague. Au cours de la soirée, ils choisissent leur surnom : ils seront le Libanais, Dandy, Freddo (le « Froid ») et Oseille. Au petit matin, la police débarque à l'improviste. Les jeunes ont juste le temps de prendre leurs jambes à leur cou, sauf Oseille, qui décède des suites de l'accident en voiture volée de la nuit. Lors de la poursuite, le Libanais est grièvement blessé à la jambe par les policiers.
Rome, 1977. Le Libanais et Dandy accueillent Freddo à sa sortie de prison. Les trois amis ont grandi et ont l'intention de ne plus rester de petits délinquants. Le Libanais a planifié l'enlèvement du richissime baron Roselini. Ils réunissent une bande haute en couleur pour mener à bien leur entreprise : Fil-de-Fer (un mécanicien maigre et naïf), Ricotta, le Buffle (une brute épaisse et imprévisible), Œil-Fier (un chômeur borgne), le Noir (un militant de Droite, lecteur de Julius Evola et expert en arts martiaux), les frères Ciro et Aldo Buffoni (deux brocanteurs un peu louches). L’enlèvement réussit, et la famille du baron finit par discrètement payer la rançon, ignorant qu'il a été tué par accident entre-temps. Alors que les membres se réunissent pour partager le butin, le Libanais leur révèle son véritable projet : mettre ce capital en commun et l'utiliser pour « conquérir Rome », c'est-à-dire s'imposer sur les marchés de la drogue, du jeu et de la prostitution dans la Ville éternelle. Malgré certaines réticences, les membres finissent tous par accepter l'idée du Libanais, à une condition : ils auront comme principe de toujours prendre les décisions ensemble. La Bande de la Magliana est née.
À la préfecture, le commissaire Scialoja est chargé de l'enquête sur l’enlèvement du baron. Contrairement à ce que pensent ses supérieurs, il est persuadé qu'il ne s'agit pas de l'œuvre d'un groupe mafieux ou de professionnels venus du Sud du pays, mais de celle d'une nouvelle bande de petits délinquants romains. Mais sa seule piste, pour le moment, est de rechercher les billets numérotés de la rançon du baron. Cela est particulièrement difficile, car la bande a investi son butin dans la drogue. Pourtant, certains billets se retrouvent dans la caisse de boutiques de luxe. Cette piste amène Scialoja à découvrir une prostituée, Patrizia, qu'il soupçonne de se faire payer par un membre de la bande. Et, en effet, il découvre que Dandy est un client régulier de Patrizia. Autour de la prostituée commence alors une romance vénéneuse, car les deux hommes, que tout oppose, sont tous deux amoureux d'elle.
La bande met ses projets à exécution. Elle élimine physiquement nombre de ses adversaires. Elle met au pas le Terrible, le seigneur de la drogue à Rome. Elle achète une boîte de nuit. Elle recrute aussi le Sec, un chanteur qui, lors de ses tournées, va se charger du blanchiment de l'argent de la drogue et d'opérations de spéculation. La relation tumultueuse entre Dandy et Patrizia commence à inquiéter Freddo et Libanais. Les deux chefs trouvent alors rapidement une solution : Patrizia doit devenir la femme de Dandy, en même temps qu'ils lui offrent un hôtel particulier, avec pour mission d'en faire une maison close de luxe.
La détermination et le manque de scrupules de la bande attirent d'autres attentions que celle de la police. Ainsi, les services secrets commencent à s'intéresser à la bande. Lorsque le commissaire Scialoja parvient à mettre le Libanais en détention préventive, les billets qui constituent les pièces à conviction disparaissent mystérieusement. Mais le Libanais sait déjà que sa libération ne sera pas gratuite. D'un autre côté, la mafia sicilienne, qui alimente les réseaux romains en drogues, s'intéresse elle aussi à la jeune bande. Et il se trouve qu'elle a perdu sa confiance dans le Terrible. Elle suggère à la bande de l'éliminer définitivement et de prendre sa place. La bande sera désormais fournie directement par les Siciliens, sans plus d'intermédiaire.
Freddo rencontre alors Roberta, une étudiante en histoire de l'art, à qui il cache absolument tout de ses activités criminelles. Passionnément amoureux, il commence à vouloir changer de vie. Il s'éloigne peu à peu de la bande. Quelque temps après, il assiste impuissant à l'attentat de la gare de Bologne et comprend que la bande y est, d'une certaine manière, mêlée. Il décide alors de partir à l’étranger se construire une nouvelle vie avec Roberta. Il annonce alors au Libanais sa décision de quitter la bande. Mais le soir-même, le Libanais est assassiné par un ancien homme de main du Terrible, rallié à la bande.
Freddo remet alors à plus tard ses projets de départ. Il reprend en main la bande, avec une seule idée en tête : venger son ami d'enfance. Il organise des expéditions punitives et meurtrières. En même temps, il remet de l'ordre dans la bande. Il exécute l'un des frères Buffoni, qui avait développé un marché parallèle de la drogue. Il découvre aussi les malversations du Sec, devenu caissier de la bande. Mais, une fois sa vengeance accomplie, il songe à nouveau à quitter la vie criminelle. Surtout, il veut retrouver Roberta, qui s'est enfuie quand elle a appris la vérité sur lui.
Le commissaire Scialoja continue inlassablement à traquer la bande, mais il échoue à chaque fois à réunir des preuves. Finalement, après avoir passé une nuit avec Patrizia, celle-ci lui laisse un message-clé inespéré : « Suis le Rat ». Le Rat est un membre subalterne de la bande, chargé de goûter les drogues. Scialoja arrête le Rat, qui passe facilement aveux et révèle tout ce qu'il sait du fonctionnement de l'entreprise criminelle. Scialoja peut enfin faire arrêter toute la bande, à l'exception de Dandy, que les services secrets parviennent in extremis à exfiltrer vers la Corse.
La bande est déférée devant la justice. À l'issue du procès, ses membres sont condamnés à des peines de prison ferme, sauf Buffle, qui est envoyé en hôpital psychiatrique, et Dandy. Celui-ci, officiellement en cavale, n'est pas présent au procès, mais le tribunal l'acquitte pour insuffisance de preuves. En réalité, les preuves à son encontre ont été détruites par les services secrets, en échange de quelques « bons offices ». Lavé de tout soupçon, Dandy rentre à Rome, la tête haute et richissime.
En prison, Freddo renoue avec Roberta, qui lui écrit et lui rend visite. Il prend alors une décision épouvantable : se faire inoculer une maladie incurable. Son idée est de pouvoir se faire transférer à l'hôpital et d'ensuite s'évader, pour construire une nouvelle vie avec Roberta. Dandy parvient à lui faire parvenir un virus. Puis il le fait évader de l'hôpital et le fait passer en France. En exil, le couple semble d'abord vivre le bonheur parfait, mais la maladie se fait de plus en plus sentir. Freddo décide alors de disparaître, pour épargner à Roberta les souffrances de son agonie à venir.
En plein centre de Rome, Dandy est alors assassiné par Buffle, qui a obtenu une sortie provisoire d'asile psychiatrique. Roberta, désormais seule, est aussi rentrée à Rome. Ciro Buffoni l'assassine en piégeant sa voiture à l'explosif, pour se venger de l'exécution de son frère Aldo par Freddo. Apprenant la nouvelle, Freddo décide alors de rentrer à son tour à Rome. Il appelle Scialoja pour lui dire qu'il vient se rendre. Conquis par le sens de l'honneur de Freddo, le commissaire lui arrange même la possibilité de se venger de Ciro Buffoni. Il laisse partir Freddo, qui lui promet que le lendemain il lui racontera tous les détails et les côtés obscurs de l'histoire de la bande. Mais le lendemain, après qu'il vient juste d'éliminer Ciro, Freddo est assassiné par les services secrets.

## Autour du film
- Le film inscrit sa trame narrative dans le contexte politique de l'Italie des années de plomb et de la stratégie de la tension, illustrées par l'enlèvement d'Aldo Moro et l'attentat de la gare de Bologne. Il laisse aussi deviner le réseau obscur des relations troubles entre la pègre, la mafia, le terrorisme, les milieux d'affaires et les services secrets lors de cette période.
- La Banda de la Magliana a été une organisation criminelle réelle, active à Rome essentiellement entre 1977 et 1992. Son nom a été donné par la presse, car plusieurs des membres fondateurs de la bande provenaient du quartier de la Magliana.  Cette bande a été la première a établir à Rome une organisation de type mafieux. Elle est parvenue à unifier les nombreuses petites bandes romaines, composées jusque-là généralement de quatre à cinq personnes, appelées « batterie » ou « paranze ». La bande a établi un système dans lequel chacun de ses membres avaient un secteur et des activités déterminées. Il leur était interdit d'agir en dehors de leur secteur sans l'accord de la bande. Le système de la bande était aussi caractérisé par un principe de répartition des revenus en parts égales entre tous les membres, même ceux qui ne participaient pas aux activités en cours. Les activités de la bande comprenaient des enlèvements, le contrôle de la prostitution, des jeux de hasard et des paris hippiques, des actes de brigandage et le trafic de drogues. Elle a, au cours de son évolution, développé des contacts avec les principales organisations du crime italiennes, comme Cosa nostra et la Camorra, avec la Franc-maçonnerie, avec certains groupes d'extrême droite, et avec les milieux de la finance et de l'immobilier[1]. La bande était même parvenue a établir son dépôt d'armes dans les locaux du Ministère de la Santé, grâce à des complicités internes (il sera découvert en 1981 au cours d'une perquisition)[2].
- Le refuge du Dandy dans une belle maison de la baie de Porto-Vecchio (Corse-du-Sud) illustre les liens entre la Bande de la Magliana et le milieu corse, relevé en 2007 par un article du journal Le Monde sur le golf de Sperone[3].

## Série télévisée
Une série télévisée italienne homonyme, Romanzo criminale, inspirée du même roman, a été réalisée par Stefano Sollima. Composée de deux saisons, une de 12 épisodes, l'autre de 10, elle a été diffusée entre le 10 novembre 2008 et le 16 décembre 2010 sur SKY. En France, la première saison a été diffusée depuis le 6 juillet 2009 sur Canal+ et la deuxième saison à partir du 26 octobre 2011 sur TPS Star.

## Fiche technique
- Titre : Romanzo criminale
- Réalisation : Michele Placido
- Scénario : Giancarlo De Cataldo, Sandro Petraglia, Stefano Rulli et Michele Placido
- Musique : Paolo Buonvino
- Photographie : Luca Bigazzi
- Montage : Esmeralda Calabria
- Société de production : Cattleya
- Sociétés de distribution : Warner Bros. (France)
- Pays d'origine :  Italie
- Langue originale : romanesco
- Durée : 152 minutes
- Dates de sortie : 30 septembre 2005 ( Italie) / 22 mars 2006 ( France)

## Distribution
- Kim Rossi Stuart (VF : Adrien Antoine) : Il Freddo (Le Froid)
- Anna Mouglalis (VF : elle-même) : Patrizia
- Pierfrancesco Favino (VF : Joel Zaffarano) : Libano (Le Libanais)
- Claudio Santamaria (VF : Axel Kiener) : Dandy
- Stefano Accorsi (VF : Emmanuel Curtil) : Commissaire Scialoja
- Riccardo Scamarcio (VF : Damien Ferrette) : Il Nero (Le Noir)
- Jasmine Trinca (VF : Noémie Orphelin) : Roberta
- Toni Bertorelli (VF : Patrick Raynal) : La Voce (La Voix)
- Francesco Venditti (VF : Sam Salhi) : Bufalo
- Franco Interlenghi : Baron Valdemaro Rosellini
- Elio Germano : Il Sorcio (le rat)
- Roberto Brunetti : Aldo Buffoni
- Antonello Fassari : Ciro Buffoni
- Gianmarco Tognazzi : Dr. Eugenio Carenza (l'intermédiaire avec les services secrets)
- Toni Bertorelli : le vieux chef des services secrets
- Gigi Angelillo : Zio Carlo (le parrain de la mafia)

## Sortie

### Accueil critique
En France, le site Allociné recense une moyenne des critiques presse de 3,9/5, et des critiques spectateurs à 3,8/5.
En France, le journal Le Monde note que le film se déroule à partir du point de vue des « gangsters qui ne comprennent pas tous les enjeux des sales besognes qu'ils sont censés accomplir de manière occulte » . L'article du Monde reproche ainsi au film de « laisser le contexte politique à l'arrière-plan » et de rester « sciemment dans les brumes qui obscurcirent les affaires », « en ridiculisant les Brigades rouges, ou en confondant extrême gauche et extrême droite », et en suggérant que « tout le monde est manipulé par un État tentaculaire ».

### Box-office
- France : 361 195 entrées[6]

## Récompenses
- Romanzo Criminale a été présenté en sélection officielle, en compétition, lors du 56e Festival international du film de Berlin.
- Le film a reçu huit récompenses au festival romain David di Donatello (équivalent italien des Césars français et des Oscars américains) de 2006 : meilleur scénario, meilleur acteur non protagoniste, meilleur directeur de la photographie, meilleur scénariste, meilleur costumier, meilleur monteur, meilleurs effets spéciaux visuels et David Jeune[7] (prix du meilleur film décerné par un jury formé d'étudiants).